# Брахиоптероисы
Брахиоптероисы (лат. Brachypterois) — род рыб семейства скорпеновых. Встречается в Тихом и Индийском океанах. Длина тела от 8,6 до 15,5 см.

## Виды
В состав рода включают 3 вида:
- Brachypterois curvispina Matsunuma, M. Sakurai & Motomura, 2013[3]
- Brachypterois serrulata (J. Richardson, 1846)
- Brachypterois serrulifer Fowler, 1938[3]